# Godeta
Godeta (en népalais : गोडैता) est un comité de développement villageois du Népal situé dans le district de Sarlahi. Au recensement de 2011, il comptait 6 680 habitants.